# Anders Adali
Anders Atilla Adali, född 10 maj 1978 i Järfälla, är en svensk kriminell som publicerat böcker samt jobbat som programledare och föreläsare. 

## Biografi
Efter många år som yrkeskriminell och avtjänat fängelsestraff började Adali också arbeta med, och föreläsa om, hur företag och privatpersoner skyddar sig mot brott. Han har utgivit böckerna Sista rånet och Svenska rånare; den senare boken 2017 tillsammans med Theodor Lundgren. 
Adali var även en återkommande panelmedlem i Breaking News med Filip och Fredrik på Kanal 5 och Aftonbladet TV. Bland annat har han varit programledare för Stoppa tjuven på Aftonbladet TV tillsammans med Jonas Leksell. 2013 medverkade han i dokumentären Brottskod på TV3.
Den 6 april 2023 dömdes han av Solna tingsrätt till fem års fängelse för totalt åtta fall av grovt skattebrott samt grov näringspenningtvätt.